# 今天
今日（英語：Today），又称今天，現在時態，是正在经历的这一地球日。今日是明日之昨日，即明日之前一日；是昨日之明日，即昨日之後一日（為後日之前日，為大後日之大前日）。
今日（世界協調時間）是公元2025年（佛曆2569年、道曆4723年、民國114年、令和7年）7月21日星期一，農曆乙巳年六月廿七。
在全球，今日介于2025年7月20日和2025年7月21日之间。中国大陆、香港、澳門、臺灣、新加坡、馬來西亞、澳洲（西部）等国家与地区属于UTC+8时区，今日是2025年7月21日。(更新)

## 主題名言
- 今朝有酒今朝醉，明日愁來明日愁。——《自遣》唐詩
- 今日事今日畢。
- 《今日歌》文嘉 明
- 今天不做，明天就會後悔。—— 蔣經國 民國

## 歷史上的今日
7月21日：比利時國慶日（1831年）、關島解放日（1944年）、日本海之日

前356年位於土耳其、之一的遭到縱火燒毀。

1798年法國將軍·波拿巴於入侵埃及期間在金字塔戰役（圖）擊敗。

1954年四國代表在日內瓦會議簽署《印度支那停戰協定》，決定以非軍事區劃分北越和南越。

1970年在歷經長達11年的興建後，位於埃及亞斯文、橫跨尼羅河的亞斯文水壩正式竣工。

1995年中國人民解放軍向臺灣北部海域實施飛彈發射演習，臺灣海峽飛彈危機爆發。